# Bhatauliya
Bhatauliya – gaun wikas samiti w środkowej części Nepalu w strefie Dźanakpur w dystrykcie Mahottari. Według nepalskiego spisu powszechnego z 2001 roku liczył on 715 gospodarstw domowych i 4490 mieszkańców (2081 kobiet i 2409 mężczyzn).